# Edin Sprečo
Edin Sprečo (19. dubna 1947, Sarajevo – 12. května 2020, Sarajevo) byl jugoslávský fotbalista, útočník.

## Fotbalová kariéra
Hrál v jugoslávské lize za FK Željezničar Sarajevo a v nizozemské lize za NAC Breda. S Željezničarem Sarajevo vyhrál v roce 1972 jugoslávskou ligu. V Poháru mistrů evropských zemí nastoupil ve 2 utkáních a dal 1 gól a v Poháru UEFA nastoupil ve 10 utkáních a dal 6 gólů. Za reprezentaci Jugoslávie nastoupil v letech 1967-1969 ve 3 utkáních a dal 2 góly. Ve druhé nejvyšší soutěži hrál ve Francii za Stade Rennais FC a v Jugoslávii na konci kariéry za NK Iskra Bugojno.

## Ligová bilance
| Ročník                                   | Zápasy | Góly | Klub                    |
| ---------------------------------------- | ------ | ---- | ----------------------- |
| Jugoslávská Prva liga 1965/1966          | 4      | 0    | FK Željezničar Sarajevo |
| Jugoslávská Prva liga 1966/1967          | 19     | 7    | FK Željezničar Sarajevo |
| Jugoslávská Prva liga 1967/1968          | 26     | 13   | FK Željezničar Sarajevo |
| Jugoslávská Prva liga 1968/1969          | 24     | 12   | FK Željezničar Sarajevo |
| Jugoslávská Prva liga 1969/1970          | 6      | 0    | FK Željezničar Sarajevo |
| Jugoslávská Prva liga 1970/1971          | 33     | 7    | FK Željezničar Sarajevo |
| Jugoslávská Prva liga 1971/1972          | 32     | 5    | FK Željezničar Sarajevo |
| Jugoslávská Prva liga 1972/1973          | 31     | 10   | FK Željezničar Sarajevo |
| Jugoslávská Prva liga 1973/1974          | 15     | 7    | FK Željezničar Sarajevo |
| Jugoslávská Prva liga 1974/1975          | 7      | 0    | FK Željezničar Sarajevo |
| Jugoslávská Prva liga 1975/1976          | 2      | 0    | FK Željezničar Sarajevo |
| Eredivisie 1975/1976                     | 25     | 7    | NAC Breda               |
| Jugoslávská Prva liga 1976/1977          | 4      | 0    | FK Željezničar Sarajevo |
| Ligue 2 1977/1978                        | 9      | 4    | Stade Rennais FC        |
| Ligue 2 1978/1979                        | 26     | 14   | Stade Rennais FC        |
| Druga savezna liga Jugoslavije 1979/1980 | 23     | 6    | NK Iskra Bugojno        |
| Druga savezna liga Jugoslavije 1980/1981 | 13     | 3    | NK Iskra Bugojno        |
| CELKEM 1. liga                           | 230    | 68   |                         |